# Az élet rendje (Lost)
2005. április 6-án került először adásba az amerikai ABC csatornán a sorozat 20. részeként. Janet Tamaro írta, és Stephen Williams rendezte. Az epizód középpontjában Jack Shephard áll.

## Ismertető
|  | Alább a cselekmény részletei következnek! |

### Visszaemlékezések
Jack segít megkötni barátja, Marc Silverman nyakkendőjét egy öltönyboltban. Marc egy beszédet készül tartani, ezért Jack bátorságot önt belé. A bolt tulajdonosa odaad egy szmokingot a vőlegénynek, Jack-nek.
Jack az esküvő előtti pariján, Marc átadja a mikrofont a beszédje után Jack menyasszonyának. Sarah elmondja, hogyan ismerte meg Jack-et. Beszél az autóbalesetéről, az eltört gerincéről, és hogy Jack hogyan állította őt talpra csodával határos módon. „Az én hősöm, Jack.” – fejezi be a beszédjét Sarah.
Sarah azt szeretné, ha hozzá hasonlóan Jack is mondana egy fogadalmat közelgő esküvőjükön. Azonban Jack nem képes megfogalmazni az érzéseit. Az is megfordul a fejében, hogy csak azért házasodik össze Sarah-val, mert megmentette az életét. „Elkötelezettség… szerintem ettől pánikolsz. Csak az a gond, hogy nem tudod elismerni a kudarcot.” – mondja Jack-nek az apja, Christian.
Az esküvőn, miután Sarah elmondta a fogadalmát, a pap Jack-et is megkéri a sajátja elmondására. Jack egy ideig csöndesen álldogál, mígnem bevallja, hogy nem készült esküvel. Ehelyett, elmondja, hogy nem ő állította talpra Sarah-t; Sarah állította talpra őt. Szereti, és mindig is szeretni fogja.

### Valós idejű történések (41-42. nap)
Jack, Sun, és Kate ádázul küzdenek, hogy ellássák Boone sérüléseit. Miközben Sun Jack-nek segédkezik, Kate elindul Sawyer-hez alkoholért a fertőtlenítéshez. Jack megígéri a fájdalomtól és vérveszteségtől szenvedő Boone-nak, hogy helyrehozza.
Sawyer, Michael, és Walt szünetet tartanak a tutaj építésében, és sült halat esznek. Jin egy percnyi pihenést sem enged meg magának. Látszik rajta, hogy mindenáron el akarja hagyni a szigetet. Kate rohanva megy oda Sawyer-hez alkoholért. Miután megtudja mi történt, Sawyer is a barlangokhoz akar menni, de Kate szerint már elegen vannak ott.
Jack Boone megmentésén igyekszik, miközben Boone halkan mormog valamit a láz hevében. Jack megállapítja, hogy vérátömlesztésre lesz szüksége. Charlie szerint elő kellene keríteni Shannon-t, de Jack-nek sejtelme sincs hol lehet. Sun egy fadarabot rak Boone szájába, hogy enyhítse a fájdalmát, majd leszorítja a vállait, amíg Jack helyrerántja a lábát. Boone üvölt a fájdalomtól.
Kate amilyen gyorsan csak tud, olyan sebesen rohan vissza a barlangokhoz. Útközben elesik, és több alkoholos üveg is eltörik. Kate nyögéseket hall a közelből. Rátalál Claire-re, akinél beindult a szülés. Kate tudja, hogy Jack túl messze van ahhoz, hogy Claire-t elvezesse oda. Segítségért kiáltozik, ám ezt egyedül Jin hallja meg. Félbehagyja a munkát, és odarohan a tisztásra. Kate megérteti vele, hogy ide kell küldenie Jack-et, majd odaadja neki az alkoholt, hogy magával vigye.
A barlangoknál, Sun a vércsoportja felől kérdezgeti az egyre rosszabbul levő Boone-t. Jack tű híján keresni próbál valamit, amivel a vénába tud hatolni, de csak bambuszt talál. Eközben, Boone halkan azt mormogja, A-negatív. Jack elküldi Charlie-t, hogy kérdezze meg a túlélőktől a saját vércsoportjukat, és hogy keresse meg Shannon-t.
Shannon és Sayid megérkeznek egy gyönyörű, félreeső partszakaszra, ahol Sayid  meglepetés piknikkel lepi meg Shannon-t.
Charlie rossz hírrel tér vissza Jack-hez. Csak négy túlélő tudta megmondani a vércsoportját, de nekik sem A-negatív. Shannon pedig nincs sehol. Sun egy tengeri sünt ad Jack-nek, hogy a tüskéjét tűként használhassa. Jack a saját vérét ömleszti át Boone-ba, ami 0-negatív. Nem a legmegfelelőbb, de nincs más lehetőség.
Jin megérkezik a barlangokhoz, és Sun segítségével tudatja Jack-kel, hogy Claire szülni fog. Jack Charlie-val együtt visszaküldi Jin-t, mert a vérátömlesztés miatt nem tud menni. Azt mondja Charlie-nak, Kate-nek kell világra segítenie a kisbabát. Elmondja a legfontosabb teendőket, többek között azt, hogy ha Claire fájásai percenként jönnek, teljes erőből nyomnia kell.
A tisztáson, Claire úgy véli, abbamaradtak a fájásai, és nem ma fog szülni. Fel akar állni, és elmenni, mikor hirtelen elfolyik a magzatvize. Claire pánikba esik és nem akar szülni. Kate megnyugtatja őt; azt mondja, Jack mindjárt itt lesz.
Boone magához tér a transzfúzió közben, és megpróbálja tájékoztatni Jack-et a repülőről, amivel lezuhant a fáról. Megemlíti, hogy Locke azt mondta, ne szóljon senkinek a „fülkéről”. Jack tovább akarja faggatni őt, de Boone eszméletét veszti.
Shannon egy időre abbahagyja a csókolózást Sayid-dal, hogy beszéljen neki a Boone-nal való komplikált kapcsolatáról. Elmondja, hogy Boone-nal nem vérrokonok, csupán mostohatestvérek. Shannon testvéreként szereti őt, de Boone szerelmes belé. Sayid megértést tanúsít, amikor Shannon azt mondja, lassítaniuk kéne. „Reményeim vannak, nem elvárásaim” – mondja Sayid.
Miután Jin-nel együtt megérkezik a tisztásra, Charlie elismétli Kate-nek Jack utasításait. Eközben, Claire fájásai folytatódnak.
Sun kiveszi a csőt Jack karjából; azt mondja, már elég vért adott Boone-nak. Jack szerint a transzfúzió eredménytelen, mert a vér szétfolyik Boone sérült lábában. Sejti, hogy Boone nem úgy sérült meg, ahogy Locke mondta, ugyanis a lába teljesen össze van roncsolódva. Hurley-vel odahozatja Michael-t. Arra készül, hogy a repülőgépről megmaradt fémkonténer ajtajának hirtelen lecsapásával levágja Boone lábát. Sun nem érti, Jack mért akarja ezt tenni, mert Boone-on már nem lehet segíteni.
Kate a fájások gyakoriságából megtudja, itt az idő, hogy Claire nyomni kezdjen. Claire visszatartja a levegőjét, mert nem akar szülni. Azt gondolja, a kisbabája megérzi, hogy túl akart adni rajta, és utálni fogja. Kate megkérdezi tőle, most akarja-e a kisbabát. Claire igennel felel, mire Kate megnyugtatja, hogy a kisbaba ezt is érzi. Végül, sikerül rávennie Claire-t, hogy nyomjon. Charlie oda akar szaladni segíteni, de Jin higgadtságra inti őt.
Michael segítségével, Jack a konténerhez viszi Boone-t. Épp készül lecsapni az ajtaját, mikor Boone azt mondja, „Várj!” Tudja, hogy már nem lehet rajta segíteni, ezért felmenti Jack-et az ígérete alól, és arra kéri, hagyja meghalni. Utolsó szavaival egy üzenetet akar átadni Shannon-nak (minden bizonnyal azt, hogy szereti), de már nincsen benne elég életerő. Jack a kezével lecsukja a halott Boone szemeit.
Kate tovább segít Claire-nek a szülésben. Már látja a baba fejét, és miután Claire még egy jó erőset nyom, egy egészséges kisfiút vesz a kezébe. Charlie és Jin egymást ölelgetve, ujjongva ünnepel.
Másnap reggel, Claire megmutatja a túlélőknek a kisbabáját. Hurley szól Jack-nek, hogy Shannon és Saiyd épp most tértek vissza a táborba. Miután Jack beszél neki Boone haláláról, Shannon zokogva megy oda a holttesthez.
Később, a tengerparton, Kate észreveszi Jack-et, ahogy vizes palackokat pakol a hátizsákjába, hogy elmenjen valahová. Úgy hiszi, Boone nem balesetet szenvedett, hanem meggyilkolták. Elindul megkeresni Locke-ot.
|  | Itt a vége a cselekmény részletezésének! |